# Граматическо училище в Трънчовица
Граматическото училище в Трънчовица е католическо училище, основано в средата на XVII в. от Филип Станиславов в село Трънчовица. Това е първото училище в основаната по това време Никополска епархия.

## История
През август 1648 година Конгрегацията за разпространение на вярата назначава отец Филип Станиславов за епископ на Никополска епархия. Поради изнудвания от страна на турците, той не е могъл да се установи в Никопол и е избрал за свое седалище Трънчовица. Там заедно с местния свещеник Иван Павлов започва да обучава деца по граматика (да четат и пишат на латински и българоилирийски език) и по богословски дисциплини. През 1649 г. архиепископ Петър Богдан и епископ Филип Станиславов постигат съгласие всеки да изпраща по трима ученици от своя диоцез на обучение в Италия.
През май 1650 г. в Никополската епархия е проведен провинциален събор. На него е написано и отправено писмо към дубровнишките търговци да помогнат за строежа на вече започнатото училище в Трънчовица с учител Джовани Комено. Епископ Филип Станиславов успява да издейства 30 скуди годишно от Конгрегацията.
По същото време епископ Филип Станиславов работи по подготoвката на първата печатна книга на новобългарски език - „Абагар“, отпечатана в Рим през 1651 г.